# Burnaby South-Metrotown (circonscription britanno-colombienne)
Pour les articles homonymes, voir Burnaby (homonymie).
Circonscription électorale provinciale du Canada
Burnaby South-Metrotown est une circonscription provinciale de la Colombie-Britannique représentée à l'Assemblée législative de la Colombie-Britannique depuis 2024.

## Géographie
En 2024, la circonscription représente une partie de la ville de Burnaby située au sud de Kingsway (en) et àa l'ouest de Griffiths Drive. Le nom fait référence au secteur sud-ouest de la ville nommé Metrotown (en).

## Liste des députés
| Législature                                                                           | Années                                                                                | Député                                                                                | Député                                                                                | Parti                                                                                 |
| Burnaby South-Metrotown Circonscription issue de Burnaby-Edmonds et Burnaby-Deer Lake | Burnaby South-Metrotown Circonscription issue de Burnaby-Edmonds et Burnaby-Deer Lake | Burnaby South-Metrotown Circonscription issue de Burnaby-Edmonds et Burnaby-Deer Lake | Burnaby South-Metrotown Circonscription issue de Burnaby-Edmonds et Burnaby-Deer Lake | Burnaby South-Metrotown Circonscription issue de Burnaby-Edmonds et Burnaby-Deer Lake |
| ------------------------------------------------------------------------------------- | ------------------------------------------------------------------------------------- | ------------------------------------------------------------------------------------- | ------------------------------------------------------------------------------------- | ------------------------------------------------------------------------------------- |
| 43e                                                                                   | 2024–en cours                                                                         |                                                                                       | Paul Choi (en)                                                                        | Néo-démocrate                                                                         |